# Mesosa subtenuefasciata
Mesosa subtenuefasciata är en skalbaggsart som beskrevs av Stefan von Breuning 1968. Mesosa subtenuefasciata ingår i släktet Mesosa och familjen långhorningar.
Artens utbredningsområde är Laos. Inga underarter finns listade i Catalogue of Life.